# سامانثا مكارثي
سامانثا مكارثي (بالإنجليزية: Samantha McCarthy)‏ هي ممثلة بريطانية، ولدت في 25 نوفمبر 1985.

## وصلات خارجية
- سامانثا مكارثي على موقع IMDb (الإنجليزية)
- سامانثا مكارثي على موقع قاعدة بيانات الفيلم (الإنجليزية)